# 偃渓広聞
偃渓広聞（えんけい こうもん）は、宋代で活動した臨済宗大慧派の禅傑である。大慧下4世。

## 生涯
淳熙16年（1189年）、福州侯官県で生誕。俗姓は林氏。嘉泰元年（1201年）、18歳に寧国府宛陵光考寺で出家。鉄牛印に参禅し、径山の浙翁如琰の許に移って趙州洗鉢の公案で開悟した。紹定元年（1228年）、慶元府瑞巌寺の住持となり、次いで香山智度寺、径山寺の席を薫する。淳祐5年（1245年）、慶元府雪竇資聖寺に勅住、淳祐8年（1248年）に阿育王寺、淳祐11年（1251年）に臨安府浄慈寺、宝祐2年（1254年）に霊隠寺の住持を経て再び径山寺で法を弘めた。
景定4年6月14日（1263年7月20日）に帰源した。語録として偃渓和尚語録がある。法嗣は雲峰妙高ら5名を数える。